# Glaucus (slak)
Glaucus is een geslacht van weekdieren uit de klasse van de Gastropoda (slakken).

## Soorten
- Glaucus atlanticus Forster, 1777
- Glaucus bennettae Churchill, Valdés & Ó Foighil, 2014
- Glaucus marginatus (Reinhardt & Bergh, 1864)
- Glaucus mcfarlanei Churchill, Valdés & Ó Foighil, 2014
- Glaucus thompsoni Churchill, Valdés & Ó Foighil, 2014